# I SCREAM (J.A.M. Creamのアルバム)
『I SCREAM』（アイ・スクリーム）はJ.A.M Creamのミニアルバム。

## 内容
歌手グループ、J.A.M. Cream唯一のミニ・アルバム。「19番のタンゴ」の別バージョンをボーナス・トラックとして収録した。

## 批評
CDジャーナルは「テクノ・ポップ、ユーロビートにDREAMS COME TRUE的な歌詞をのせた、出るべくして出たバンドという感じ」と評した。

## 収録曲
1. Hapy Time, One More Time
作詞：原果里　作曲・編曲：大島こうすけ
2. Sunshine
作詞：原果里　作曲・編曲：大島こうすけ
3. Song Forever
作詞：原果里・岩切玲子　作曲・編曲：大島こうすけ
4. 最期のShade of blue
作詞：小田佳奈子　作曲：清岡千穂　編曲：寺尾広
5. 冬のラプソディー
作詞：小田佳奈子　作曲・編曲：大島こうすけ
6. さよならMiss Loney
作詞：青木小緒里　作曲：MILK　編曲：寺尾広
7. 19番のタンゴ (smile ver.)
作詞：長戸大幸　作曲：吉江一男　編曲：葉山たけし